# Діти майбутнього
Діти майбутнього (англ. Children of Tomorrow) — науково-фантастичний роман канадського письменника Альфреда ван Вогта, вперше опублікований 1970 року.

## Зміст
Командир Джон Лейн повертається після 10-річної місії в космосі. У місті Космопорт усі підлітки об'єдналися в невеликі дисципліновані, ненасильницькі банди зі своїми звичаями та сленговими виразами. Джон зазначає, що роль батьків у вихованні дітей стала мінімальною. Його 16-річна донька С'юзен належить до команди «Рудий кіт», новий член якої Бад насправді шпигун інопланетного флоту, який таємно стежив за Джоном Лейном, коли він повертався на Землю.